# Arturo Acevedo Vallarino
Arturo Acevedo Vallarino, född 1873 i Zipaquirá, död 1950, var en colombiansk filmregissör, som var känd för stumfilmerna La tragedia del silencio (1924) och Bajo el Cielo Antioqueño (1925). För att kunna köpa sin första filmkamera sålde han en timmerplantage. År 1920 grundade han produktionsbolaget Acevedo e Hijos.
Acevedo tillbringade sin barndom i Zipaquirá med sin far, general Ramón Acevedo. Arturo gifte sig med Laura Mendez Bernal och de fick 6 barn.